# Kazimierz Skarbowski
Kazimierz Skarbowski (ur. 20 stycznia 1885 w Jeleniu, zm. 30 czerwca 1970 w Jarosławiu) – uczestnik I i II wojny światowej.

## Życiorys
Edukację na poziomie szkoły powszechnej i średniej odbył w Stanisławowie i Tarnopolu. Po zdaniu matury w 1905 roku rozpoczął studia na Wydziale Prawa Uniwersytecie Lwowskim, pracując jednocześnie w adwokaturze. W tym czasie ukończył również drugi fakultet wychowanie fizyczne. Po ukończeniu studiów podjął pracę zawodową jako nauczyciel wychowania fizycznego w Brodach. Kilka miesięcy później został powołany do odbycia rocznej służby wojskowej w artylerii polowej w Krakowie, a następnie w Stanisławowie. W 1914 roku został wcielony do armii austriackiej, z której zwolniono go z końcem 1915 roku ze względu na stan zdrowia, po czym rozpoczął pracę w jarosławskiem Szkole Realnej i Gimnazjum Męskim. W 1918 roku był jednym z organizatorów Gwardii Narodowej dla obrony miasta i majątku państwowego. Po I wojnie światowej w Polsce niepodległej z wielką pasją poświęcił się działalności Towarzystwa Gimnastycznego „Sokół” i organizacji harcerstwa w Jarosławiu. Podczas II wojny światowej wywieziony został na Pomorze Zachodnie, po czym więziony był w trzech obozach niemieckich. W 1945 roku powrócił do Jarosławia i ponownie poświęcił się pracy w I Państwowym Gimnazjum i Liceum Męskim. Wiceprezes JKS w latach 1920–1939 i zastępca drużynowego Hufca Męskiego w latach 1919–1927. W latach 1948–1969 radny Rady Miasta.

## Oznaczenia
Odznaczony Odznaką Grunwaldu (1947)